# Aleixo Mosele (general)
Aleixo Mosele (em grego: Ἀλέξιος Μωσηλέ) ou Musulem/Musele (em grego: Μουσουλέμ/Μουσελέ) foi um general bizantino de origem armênia do final do século VIII. Primeiro membro conhecida da família Mosele, foi um notório oficial, servindo como drungário da guarda. Envolveu-se nas revoltas contra a regência de Irene de Atenas e apoiou o governo único de Constantino VI (r. 780–797). Foi nomeado como estratego do Tema Armeníaco e adquiriu o estatuto de patrício. Devido à crise política, e pelo temor imperial de que estivesse tentando tomar o trono para si, Mosele foi açoitado, tonsurado e preso, sendo, em seguida, cegado.

## Biografia

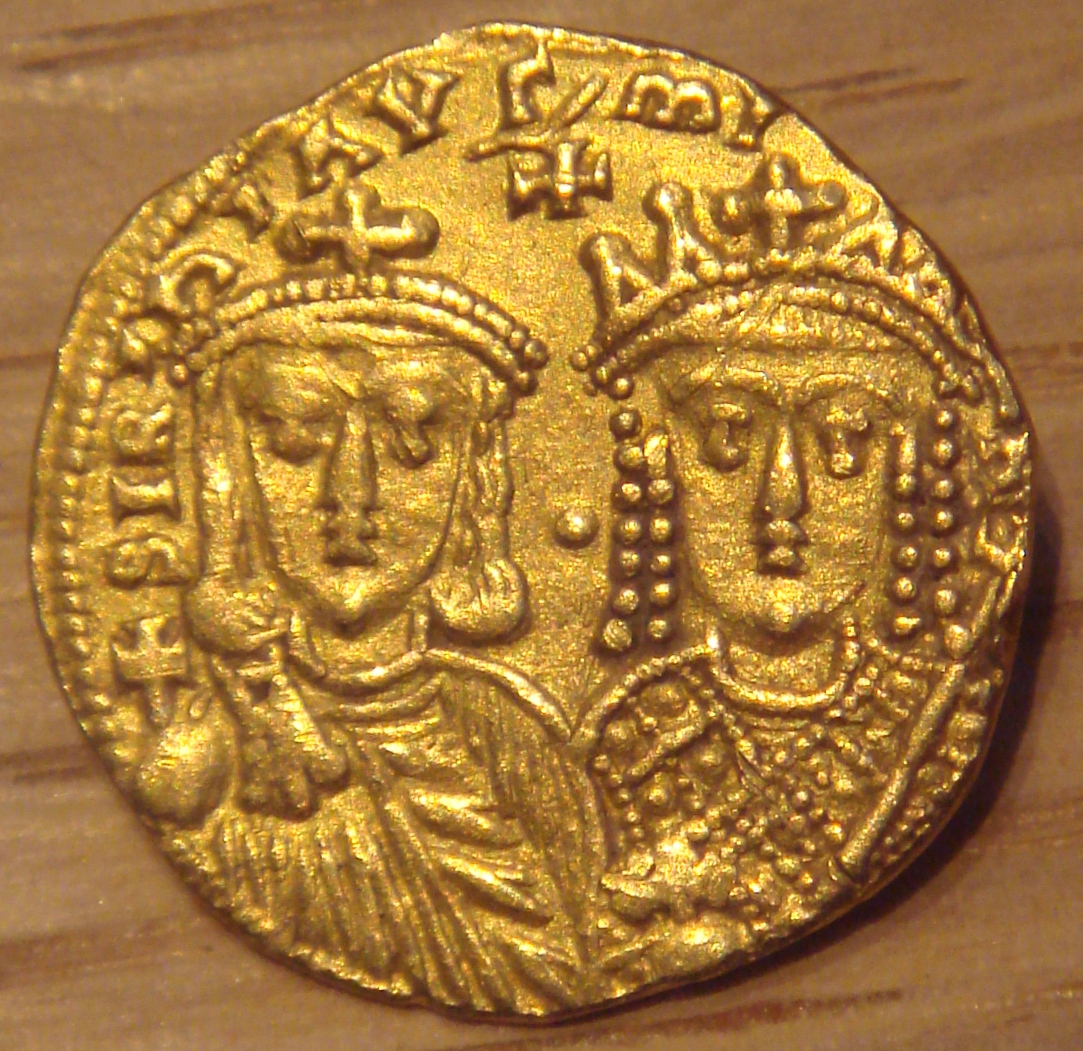
Soldo com a efígie de Constantino VI r. e sua mãe e co-regente Irene de Atenas r.. Mosele apoiou Constantino contra Irene em 790, no entanto, quando esta retornou ao poder, foi preso e cegado em 792.

Aleixo é o primeiro membro conhecido da família Mosele/Musele de origem armênia. Em 790, foi o drungário da guarda, o comandante da tagma Vigla (o primeiro ocupante conhecido do ofício). Em setembro deste ano foi enviado pela imperatriz regente Irene de Atenas (r. 797–802) para lidar com os soldados do Tema Armeníaco que se recusaram a fazer juramento de lealdade a seu filho Constantino VI (r. 780–797). Os armeníacos, contudo, prenderam seu general Nicéforo, declarando Mosele seu novo comandante, e aclamaram Constantino como o único imperador bizantino. Com as notícias disso, os outros temas da Ásia Menor seguiram na deposição de seus comandantes e afirmaram Constantino como único imperador.
As tropas temáticas então reuniram-se na Bitínia, onde exigiram que a imperatriz Irene libertasse o imperador Constantino de sua prisão domiciliar. Cedendo à pressão das tropas, Irene libertou seu filho. O imperador Constantino, pouco depois de assumir as rédeas do governo, destituiu os conselheiros de Irene e a confinou no Palácio em Constantinopla. Mosele foi confirmado como o comandante armeníaco pelo imperador e mais tarde foi chamado a Constantinopla onde foi elevado a categoria de patrício.
Constantino, contudo, logo provou ser incapaz de governar o Império Bizantino eficazmente, e os sucessos militares, que os soldados que o apoiaram tinham esperado, não aconteceram. Em janeiro de 792, liberou sua mãe do banimento, restaurando seus títulos e posição de co-regente, e exigindo do exército sua aclamação junto a ele. Os armeníacos novamente recusaram-se a cumprir, exigindo o retorno de Mosele de Constantinopla. Apesar de ter garantido sua confiança pessoal, o imperador Constantino, que suspeitava que ele planejava apossar-se do trono bizantino, o açoitou, tonsurou e prendeu.
Isto foi seguido pela desastrosa derrota do exército bizantino, liderado pelo próprio imperador, na Batalha de Marcela (792) contra os búlgaros. Como o exército imperial queixou-se e até mesmo os tagmas geralmente leais planejavam substituir o imperador, ele, a conselho de sua mãe e de seu conselheiro eunuco Estaurácio, cegou Mosele. Nicéforo, tio do imperador, a quem os soldados temáticos tinham projetado fazer imperador, também foi cegado, enquanto quatro outros tios tiveram suas línguas cortadas. Com estas notícia, os armeníacos iniciaram uma rebelião aberta. Eles derrotaram um exército leal em novembro, e foram derrotados apenas em maio de 793 por uma expedição do próprio Constantino VI.